# Sea skimming
Il sea skimming (anche scritto sea-skimming) è una tecnica utilizzata da molti missili antinave per eludere il rilevamento radar e a infrarossi, e ridurre la probabilità di essere abbattuti durante l'avvicinamento al bersaglio. Consiste essenzialmente nel volare a bassissime quote al livello del mare. La tecnica può essere usata anche dagli aerei.

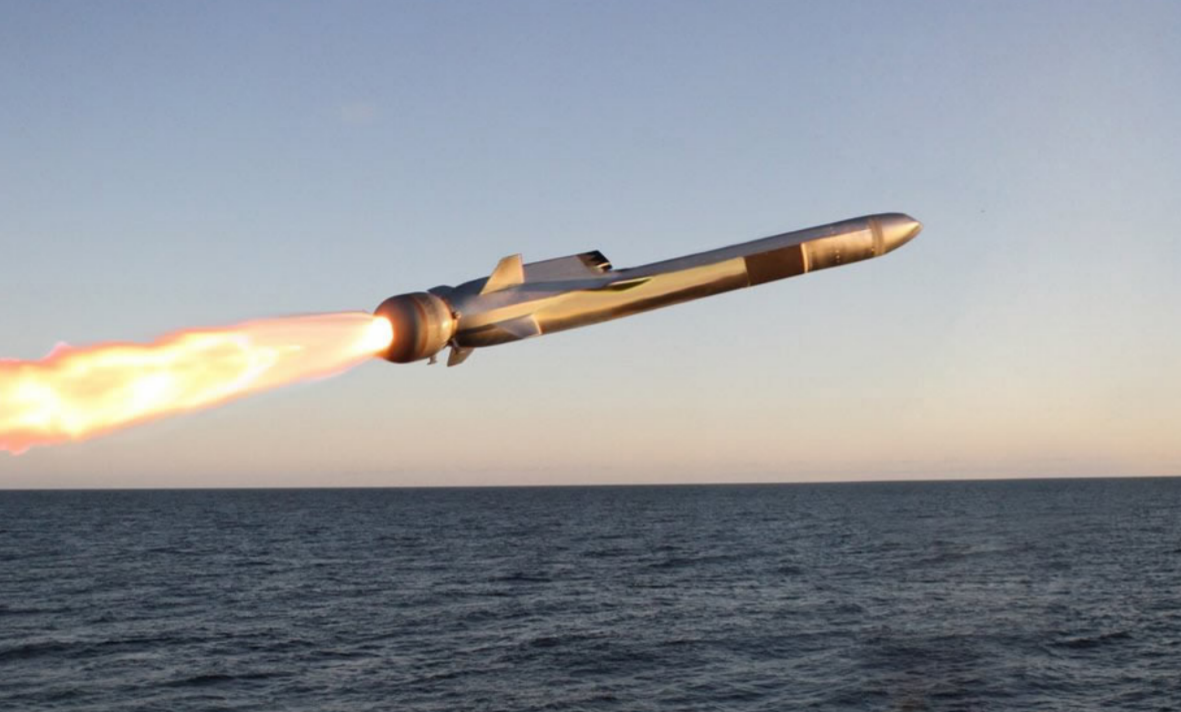
Il Naval Strike Missile può vantare le migliori prestazioni nel sea skimming.

## Metodo
I missili antinave radenti al mare cercano di volare il più basso possibile, ovvero quasi sempre sotto i 50 metri, e spesso vicino ai 2 metri. Quando una nave da guerra è  sotto attacco, può rilevare i missili che effettuano il sea skimming solo dopo che sono apparsi all'orizzonte (a circa 28-46 km dalla nave), consentendo un preavviso di soltanto 25-60 secondi circa.

## Vantaggi
Volando a bassa quota rispetto al mare, i missili riducono significativamente la portata alla quale le navi bersaglio possono rilevarli. Volare a bassa quota aumenta il tempo in cui il missile rimane sotto l'orizzonte dalla prospettiva della nave bersaglio, rendendolo più difficile da rilevare a causa dell'effetto del riflesso delle onde radar da parte del mare e di effetti simili di disturbo. Il successo reale del sea skimming dipende dalla sua esatta implementazione, dalla sofisticatezza dell'apparecchiatura di rilevamento e dalla firma infrarossa e radar del missile. Il sea skimming può ridurre significativamente il tempo di risposta disponibile entro cui devono operare le difese missilistiche di una nave, rendendo questi missili significativamente più difficili da contrastare. Il sea skimming può anche aumentare la gittata di un missile, sfruttando l'effetto suolo.
Però ci sono anche degli svantaggi, infatti l'uso del sea skimming aumenta il rischio di impatto del missile sull'acqua prima di raggiungere il bersaglio a causa di condizioni meteorologiche, onde anomale , difetti del software e altri fattori. Il sea skimming ostacola anche l'acquisizione del bersaglio, poiché molti dei principi che ostacolano il rilevamento del missile da parte del bersaglio ostacolano anche il rilevamento del bersaglio da parte del missile. Il sea skimming comporta un carico di calcolo significativo, aumentando la potenza di elaborazione richiesta e quindi anche i costi.